# Adam Ferdynand Adamowicz

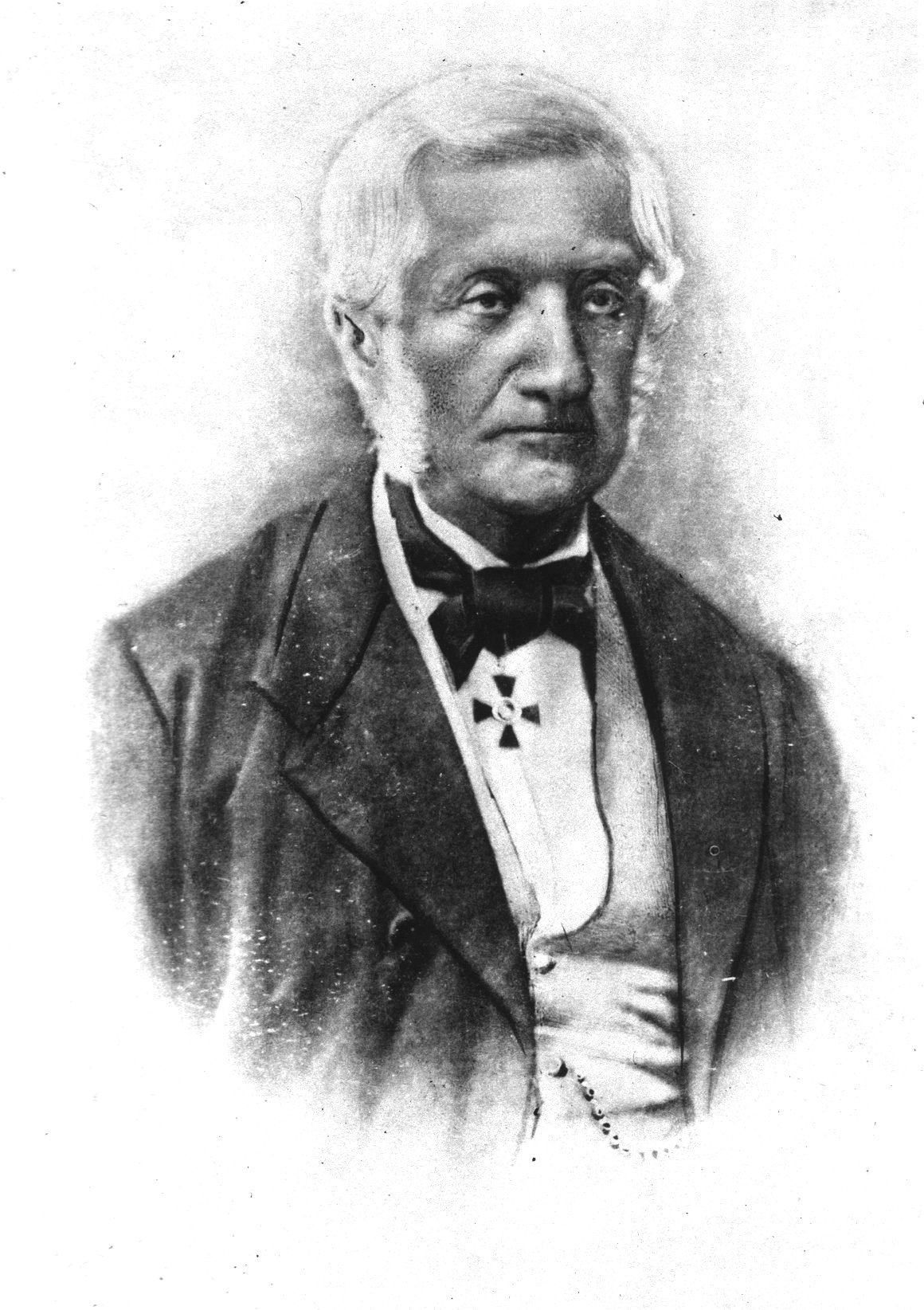
Adam Ferdynand Adamowicz

Adam Ferdynand Adamowicz (* 6. Juli 1802 in Vilnius; † 30. April 1881 ebenda) war ein polnischer Mediziner und einer der Pioniere der polnischen Veterinärmedizin. Er gilt zudem als Begründer der polnischen vergleichenden Anatomie.

## Leben
Adam Ferdynand Adamowicz kam am 6. Juli 1802 in Vilnius zur Welt und studierte Philosophie, Medizin und Veterinärmedizin ab 1818 an der Universität Vilnius, wo er 1824 den Doktor der Medizin machte. In den folgenden Jahren unternahm er als wissenschaftlicher Mitarbeiter Forschungsreisen. 1834 kehrte er nach Vilnius zurück und wurde zunächst außerordentlicher und 1835 ordentlicher Professor der medizinisch-chirurgischen Akademie. Er lehrte Epizootiologie und vergleichende Anatomie. Von 1839 bis zur Schließung der Akademie lehrte er Medizingeschichte und Medizinliteratur.
Ab 1841 war er Präsident der Ärztegesellschaft und wurde 1842 Arzt am jüdischen Krankenhaus, obgleich er selbst Protestant war. 1857 wurde er zum Mitglied der Leopoldina gewählt.

## Schriften
- Nazwanie zewnętrznych części ciała końskiego, Vilnius 1820
- Dissertatio inauguralis medico-veterinaria morborum inter animalia domestica observatorum indicem, singolurmque constatissima signa exhibens, adnexa synonymia germanica, gallica, rossica et polonica etc., Vilnius 1824
- Nauka utrzymywania i ulepszenia zwierząt domowych, z dodaniem sposobu poznawania ich wieku, Vilnius 1836
- O poznawaniu i leczeniu chorób zwierząt domowych, Vilnius 1838
- Zoonomia weterynarna, Vilnius 1841
- Musaeum anatom. Caes. Acad. Chirur. Vilnensis, Vilnius 1842
- O zębie mamutowym znalezionym blisko Wilna, Vilnius 1846
- Praktyczne najnowsze postrzeżenia niektórych lekarzy, 5 Bände, Vilnius 1846–1862
- Notice sur le Comte Constantin Tyzenhaus, Moskau 1853
- Die evangelisch-lutherische Kirche zu Wilna, Vilnius 1855
- Kościół Augsburski w Wilnie, Vilnius 1855
- Rys początków i postępu anatomii w Polsce i Litwie, Vilnius 1855
- Pierwsze początki pisma św. dla dzieci, Vilnius 1858 [anonym]